# 不成文憲法
不成文憲法（uncodified constitution）是憲法的一種形態，其中政府的基本準則是採取習慣、風俗、判決先例和各式各樣的規章和法律行為的形式。透過閱讀司法機構、政府委員會或法學者的評論，才得以理解憲法。在這種憲政體制，所有這些元素可透過被法院、民意代表和官僚機構所承認，而對政府具有約束力，並得以限制其權力。
不成文憲法具有彈性大、適應力強和應變能力廣的優點。政府遭遇的新環境與形勢可以透過先例或習慣的方式來解決。不像成文憲法，其不存在一特殊程序來建立憲法性法律，且其天生也不會比其他的立法還要來得優越。具備不成文憲法的國家缺乏一個特定的時機，用來慎重決定其政府的原則。而是得以依據整個歷史洪流中所產生的政治與社會力量來演化。
然而，一個顯著的缺點是，對於習俗或習慣的不同理解，可能會造成對組成政府的基本規定產生爭議，可能會導致國家陷入不穩定。但是一般來說，當視整體為一個系統的時候，成文憲法和不成文憲法中間的差異其實不大。一段時間之後，任何成文憲法都會被覆蓋以補充立法與慣例。

## 現例
下列的國家被認為具有不成文憲法：
- 以色列 ：在1948年10月2日的獨立宣言承諾了一部憲法，但由於無法協調議會中的分歧，尚未訂出完整的成文憲法。然而有的是幾部以色列基本法。
- 新西兰 ：參見紐西蘭憲法。
- 瑞典 ：然而有的是幾部瑞典基本法。
- 英国/ 英格兰 ：沒有任何一份明確的文件可以被稱為「憲法」。由於政治制度隨時間演化，而非由於革命等的事件而倏地改變，它是不斷地由議會法案和法院判決來界定（參見英國憲法）。英國至今最像憲法的憲法性法典是1707年的聯合條約（Treaty of Union），但這往往只於蘇格蘭的法律和學術討論中被引述，而於英格蘭和威爾斯則較不受重視。也因為英國具備不成文憲法，意味著至今已立下很多法案，例如1998年資訊自由法（Freedom of Information Act）和1998年人權法案（英语：Human Rights Act 1998）（Human Rights Act）。

### 不成文的因素
- 加拿大 ：儘管存有加拿大憲法[3]，憲政制度的一些重要內容仍是不成文。加拿大憲法的前言宣稱憲法是要「在原則上與英國類似」，而英國屬於不成文憲法[3]。這部憲法適用於聯邦與省的層級[4]，雖然只要是在其負責的專屬區域，各自皆有權利修改或頒布自身的憲法。

## 往例
- 羅馬共和國憲法（英语：Constitution of the Roman Republic）是由十二銅表法和其他規章組成。
- 匈牙利從建國初期到1949年，具有不成文的憲法。
- 芬蘭大公國憲法（英语：Swedish Constitution of 1772）從來沒有成文，也沒有取得俄羅斯皇帝的特定承認，並且從1809年到1917年芬蘭大公国在俄罗斯帝国的统治下高度自治，儘管在芬蘭的俄羅斯時代，這很大程度上受芬蘭與其母國之間關係的支配。到了1800年代末期，芬蘭領先的知識分子、自由主義和民族主義者，以及後來的社會主義者都開始認為芬蘭本身就是憲政國家，只不過實際是在俄羅斯的聯邦中。這種觀點與新興的俄羅斯民族主義產生碰撞，呼籲建立一個只有斯拉夫人的統一國家，這最終帶來了芬蘭分裂主義和憲政主義的衝突，形成所謂的「芬蘭的俄羅斯化」，這從1899年起開始限制了芬蘭廣泛的自治化，不包括1905年到1908年之間的短暫中斷，一直到了1917年的俄國二月革命。俄羅斯臨時政府最終承認了芬蘭憲法，在之後的俄國十月革命，布爾什維克政府才在1917年的除夕承認芬兰独立宣言。
- 2001年前的昆士蘭州。